# Still Loving You
"Still Loving You" je balada a závěrečná píseň německé kapely Scorpions z alba Love At First Sting z roku 1984. Je to druhý singl alba, jenž se umístil na 64. místě žebříčku Billboard Hot 100. Ve Francii se prodalo 1,7 milionů kopií. Videoklip byl natočen v Dallasu, Texasu v Reunion aréně.
Remixovaná verze byla zařazena na výběrové album Still Loving You v roce 1992 a byla také vydána v Německu a některých dalších evropských zemích. Píseň byla znovu nahraná s Berlínskou filharmonií v roce 2000 na albu Moment of Glory a upravena pro akustické album Acoustica v roce 2001.

## Seznam skladeb

### Původní verze (1984)
7" Single (Harvest 20 0329 7)
1. "Still Loving You" (Single Version)- 4:48
2. "Holiday" – 6:31 Z alba Lovedrive

### Remix (1992)
CD-single (Harvest 1 C 560-204675-2)
1. "Still Loving You" (Remix – Album Version) – 6:12
2. "Still Loving You" (Remix – Radio Version) – 3:58
3. "Media Overkill" – 3:34 Z alba Savage Amusement